# Краденое свидание
Краденое свидание (англ. Man Up) — британско-французский фильм 2015 года режиссёра Бена Палмера. Премьера фильма состоялась на кинофестивале Трайбека 19 апреля 2015 года.

## Сюжет
Нэнси — одинокая женщина 34-х лет. По случайному стечению обстоятельств она попадает на чужое свидание вслепую с Джеком и решает выдавать себя за девушку Джессику, с которой он должен был встретиться.

## В ролях
- Лейк Белл — Нэнси
- Саймон Пегг — Джек
- Оливия Уильямс — Хилари
- Рори Киннир — Шон
- Офелия Ловибонд — Джессика
- Шэрон Хорган
- Стивен Кэмпбелл Мур — Эд
- Дин-Чарльз Чэпмен
- Генри Ллойд-Хьюз
- Кен Стотт

## Восприятие
Фильм получил положительные отзывы кинокритиков. На сайте Rotten Tomatoes фильм имеет рейтинг 83 % на основе 29 рецензий со средней оценкой 6,7 из 10. На сайте Metacritic фильм получил оценку 68 из 100, что соответствует статусу «в основном положительные отзывы».